# グアムの都市一覧
グアムの都市一覧（グアムのとしいちらん）は、グアムの自治体（英語ではvillage=「村」と表記)の一覧である。
グアムには全部で19の都市が存在し、これらの都市は一般的に『村』と呼称される。各都市はそれぞれ投票により選出された村長が中心となり治められている。都市の規模は人口1,000人以下から人口40,000人超のものまで様々である。2000年のアメリカ合衆国国勢調査によると、グアム全体での総人口は154,805人である。

## 歴史
多くの村は千年単位の長い歴史を持つ。チャモロ人の入植地の痕跡を示す出土品はグアムの各村々で発見されている。スペイン人がグアムに入植した際に島はいくつかの地区に分割された。各地区は、島の支配者により選ばれたアルカルデ（Alcalde、裁判権を持つ市長）が統治する小教区により構成されていた。
多くのチャモロ人は強制的に別の村に移住させられ、また村の中心には彼らをキリスト教に改宗させるために教会が建設され、より厳しくスペイン人からの監視を受けることになった。18世紀には6つの小教区がグアムに存在した: ハガニア、アガット、ウマタック、メリッソ、イナラハン、パゴ。
スペインの植民地となる以前は、チャモロ人の村では定期的に祭りが開催されていた。キリスト教伝来後は、各村の守護聖人を称える宗教的意味合いの強い祭り（祝祭）へと変化していった。これらの祭りは現在でもグアムの至るところで毎年のように開催されている。
現在のような市町村の形態をとるようになったのは、1920年代のアメリカ海軍の指導によるものである。

## 都市一覧
デフォルトではABC順に配列。人口は2000年のデータ。位置の出典は Insular Areas Energy Assessment Report。

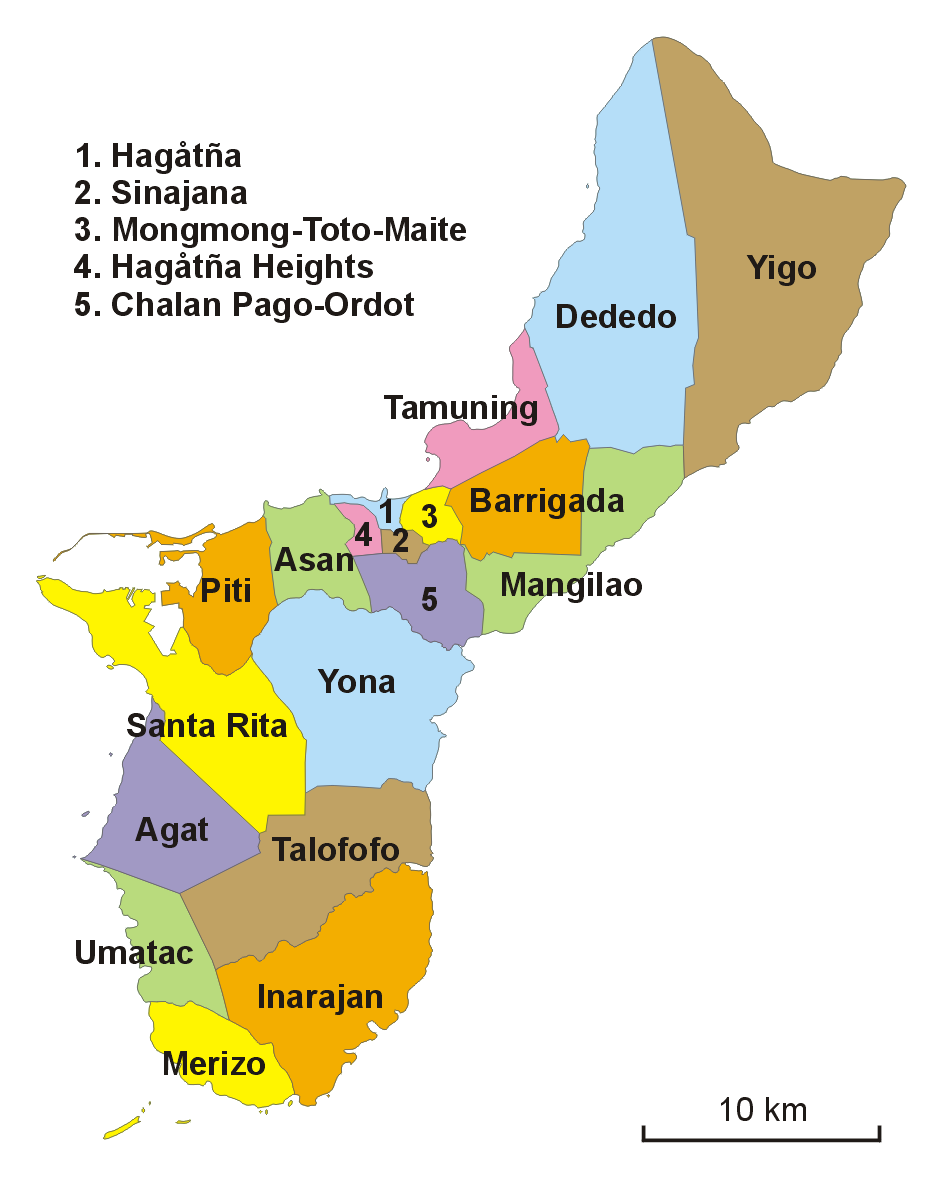
グアムの市町村地図（2006年）

| 都市名                   | 英綴                | 位置       | 面積 (km2) | 人口    | 人口密度 |
| ------------------------ | ------------------- | ---------- | ---------- | ------- | -------- |
| アガニャ・ハイツ         | Agana Heights       | 中部       | 2.68       | 3,940   | 1,470    |
| アガット                 | Agat                | 南部       | 27.19      | 5,656   | 210      |
| アサン・マイナ           | Asan-Maina          | 中部       | 14.35      | 2,090   | 150      |
| バリガダ                 | Barrigada           | 中部       | 21.96      | 8,652   | 390      |
| チャラン・パゴ・オルド   | Chalan-Pago-Ordot   | 中部       | 14.73      | 5,923   | 400      |
| デデド                   | Dededo              | 北部       | 79.16      | 42,980  | 540      |
| ハガニア                 | Hagåtña             | 中部       | 2.33       | 1,100   | 470      |
| イナラハン               | Inarajan            | 南部       | 48.82      | 3,052   | 60       |
| マンギラオ               | Mangilao            | 中部       | 26.45      | 13,313  | 500      |
| メリッソ                 | Merizo              | 南部       | 16.39      | 2,152   | 130      |
| モンモン・トト・マイテ   | Mongmong-Toto-Maite | 中部       | 4.79       | 5,845   | 1,220    |
| ピティ                   | Piti                | 中部       | 19.26      | 1,666   | 90       |
| サンタ・リタ             | Santa Rita          | 南部       | 41.89      | 7,500   | 180      |
| シナハニャ               | Sinajana            | 中部       | 2.20       | 2,853   | 1,300    |
| タロフォフォ             | Talofofo            | 南部       | 45.81      | 3,215   | 70       |
| タムニン（タモンを含む） | Tamuning & Tumon    | 北部       | 14.66      | 18,012  | 1,230    |
| ウマタック               | Umatac              | 南部       | 16.63      | 887     | 50       |
| ジーゴ                   | Yigo                | 北部       | 91.71      | 19,474  | 210      |
| ジョーニャ               | Yona                | 南部       | 52.53      | 6,484   | 120      |
| グアム全体               | グアム全体          | グアム全体 | 543.52     | 154,794 | 284      |